# Boys Over Flowers
Boys Over Flowers (꽃보다 남자, RR Kkotboda Namja) ist eine südkoreanische TV-Serie, die auf KBS2 vom 5. Januar bis 31. März 2009 ausgestrahlt wurde.
Die Serie basiert auf der japanischen Manga-Reihe Hana Yori Dango.

## Handlung
Die arme Geum Jan-di, deren Eltern eine Wäscherei gehört, besucht die exklusive Shinhwa High School. Sie findet ihre oberflächlichen und privilegierten Mitschüler unerträglich, insbesondere die berüchtigte Gruppe F4. Die reichen, gut aussehenden und arroganten Goo Jun-pyo, Yoon Ji-hoo, So Yi-jung und Song Woo-bin sind die Wortführer an der Schule, und nicht einmal die Lehrer wagen es, sie herauszufordern. Nur Jan-di legt sich mit dem Anführer der F4, Jun-pyo, an, als dieser eine ihrer Freundinnen erniedrigt, und bringt sich dadurch in Schwierigkeiten.

## Besetzung
- Ku Hye-sun – Geum Jan-di
- Lee Min-ho – Goo Jun-pyo
- Kim Hyun-joong – Yoon Ji-hoo
- Kim Bum – So Yi-jung
- Kim Joon – Song Woo-bin
- Kim So-eun – Chu Ga-eul